# Sarde in saor

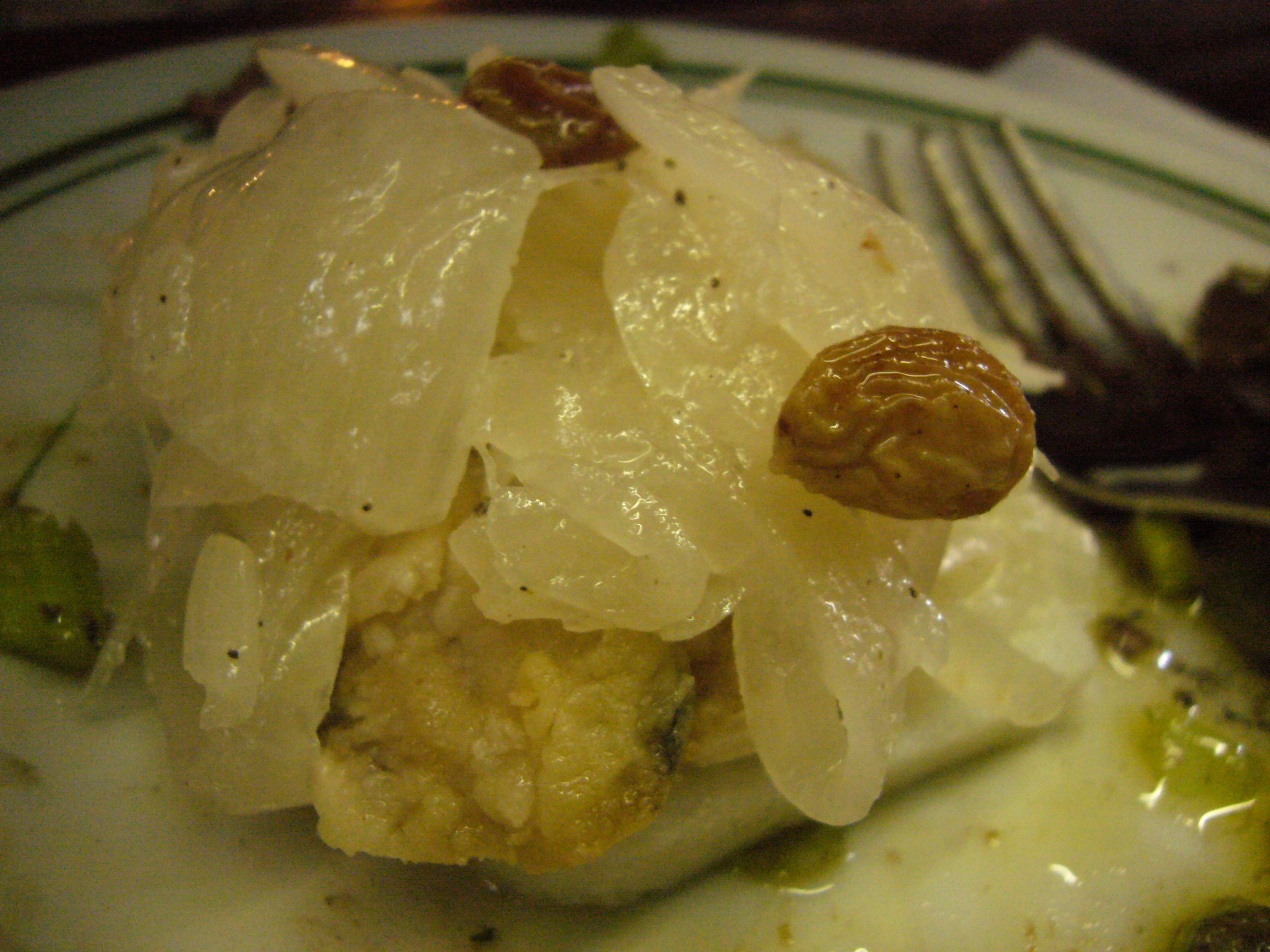
Sarde in saor.

Les sarde in saor (sardèe in saór) sont un antipasti à base de sardines frites, assaisonnées d'oignons aigres-doux, de pignons de pin et de raisins secs (saor signifie « saveur »), typiques de la cuisine vénitienne. Ce mets est aussi diffusé en Lombardie et dans le Frioul-Vénétie Julienne.
Ils sont souvent servis comme snacks dans les bacari vénitiens.

## Origines
La méthode de conservation utilisée par les pêcheurs vénitiens, qui avaient besoin de garder la nourriture à bord longtemps ou en tout cas le plus longtemps possible, était particulière : une fois les oignons cuits avec du vinaigre et de l'huile, ils étaient déposés en couches entrecoupées de sardines frites dans des récipients en terre cuite. Au fil du temps, la recette a acquis des tons gustatifs plus « aristocratiques » ; des raisins secs ont été ajoutés pour faciliter la digestion et adoucir la bouche et l'haleine des dégustateurs, avec des implications relationnelles compréhensibles. La recette moderne comprend également des pignons de pin.
Comme les pêcheurs mangeaient les sarde in saor après qu'un long moment s'était écoulé depuis le moment de leur préparation, ils savouraient des tonalités de goût et d'arôme d'un produit qui n'était plus frais, mais qui restaient leur « vraie » couleur gustative. Pour cette raison, encore aujourd'hui, lors de la préparation des sarde in saor, il est de bon ton de les consommer au moins après une journée d'attente.